# Вашингтон (округ, Мэриленд)
Округ Вашингтон (англ. Washington County) — округ в западной части штата Мэриленд. Административный центр округа (county seat) — город Хейгерстаун. Округ Вашингтон граничит с Пенсильванией на севере, Западной Виргинией и Виргинией на юге, округом Фредерик на востоке и округом Аллегейни на западе. В 2000, в округе проживало 131 923 человека. Назван в честь Джорджа Вашингтона.
Административно входил в состав Округа Колумбия до 1846 года, в настоящее время вместе со столицей США и городом Балтимор образует городской конгломерат Балтимор-Вашингтон-Округ Колумбия.
В округе Вашингтон во время Гражданской войны произошло исключительно кровавое сражение при Энтитеме.